# Кучи (Њамц)
Кучи (рум. Cuci) насеље је у Румунији у округу Њамц у општини Бозиени. Oпштина се налази на надморској висини од 188 m.

## Становништво
Према подацима из 2002. године у насељу је живело 951 становника, од којих су сви румунске националности.